# Верхнее Свияжское
Верхнее Свияжское — село в Кузоватовском районе Ульяновской области России. Входит в состав Коромысловского сельского поселения.

## География
Расположен в центральной части региона, у реки Свияга, примерно в 800 метрах по просёлочной дороге от центра поселения села Коромысловка.

## История
В 1780 году, при создании Симбирского наместничества, село Дворянское, при реке Свияге, помещичьих крестьян, однодворцев, вошло в состав Сызранского уезда. С 1796 года в  Сенгилеевском уезде Симбирской губернии.
В 1859 году село Дворянское (Архангельское), в 3-м стане, на коммерческом тракте из г. Симбирск в г. Сызрань, в Сенгилеевском уезде Симбирской губернии.
Храмов два: холодный и теплый. Холодный храм каменный, построен в 1880 г. на средства церк.- приход. попечительства; обнесен каменной оградой; престолов в нем два: главный во имя Архистратига Божия Михаила и в приделе в честь Тихвинской иконы Божией Матери. Теплый храм деревянный, с престолом во имя Святителя и Чудотворца Николая, обнесен полукаменной оградой.
В 1924 году при упразднении Сенгилеевского уезда вошло в Сызранский уезд.
Постановлением Президиума ВЦИК от 25 июня 1928 года село Дворянское Сызранского уезда Ульяновской губернии переименовано в село Верхне-Свияжское. В этом же году вошло в состав Кузоватовского района и стал его административным центром до 1935 года.

## Население
| 2010 |
| ---- |
| 13   |

## Известные жители
В 1929-1930 гг  в Верхнее Свияжское назначен священником  епископ в григорианском расколе Гермоген (Кузьмин).

## Инфраструктура
Было развито сельское хозяйство. 
Действовал церковный приход при Михаило-Архангельской церкви.

## Транспорт
Просёлочные дороги. 